# 야소톤주
야소톤주(태국어: ยโสธร)는 태국 북동부의 주(창왓)의 하나이다. 이웃한 주는 북쪽부터 시계 방향으로 묵다한 주, 암낫차른 주, 우본랏차타니 주, 시사껫 주, 로이엣 주이다.

## 지리
주의 북부는 평야와 낮은 언덕인 반면에 남부는 치 강의 저지로 몇 개의 연못과 늪이 있다.

## 역사
주는 1972년 3월 1일에 우본랏차타니 주로부터 분리되어 설치되었다.

## 행정 구역
주에는 9개의 암프(군)와 더 세부 행정구역인 78개의 땀본 그리고 835개의 무반 (행정 구역)이 있다.
| 1. 므앙야소톤군 2. 사이문군 3. 꿋춤군 4. 캄크안깨오군 5. 빠띠오군 6. 마하차나차이군 7. 코왕군 8. 릉녹타군 9. 타이차른군 |